# Station Velden am Wörther See
Station Velden am Wörther See (Sloveens: Vrba Vrbsko jezero) is een spoorwegstation aan de Drautalspoorlijn in de gemeente Velden am Wörther See (Oostenrijk-Karinthië). Het station werd met plaatselijke marmer bekleed en is als monument beschermd.